# أبليستسيخ
أبليستسيخ (بالجورجية: უფლისციხე) (تعني حرفيًّا «حصن الرب») هي مدينة قديمة محفورة في الصخور في شرق جورجيا، على بعد حوالي 10 كيلومترات شرق مدينة غوري، شيدا كارتلي.

## وصلات خارجية
- UNESCO World Heritage site
- Panoramic view of Uplistsikhe